# Centris smithiana
Centris smithiana är en biart som beskrevs av Heinrich Friese 1900. Centris smithiana ingår i släktet Centris och familjen långtungebin. Inga underarter finns listade.